# Yutaro Abe
Yutaro Abe (阿部 祐大朗 Abe Yutaro?), född 5 oktober 1984, är en japansk tidigare fotbollsspelare.
I november 2003 blev han uttagen i Japans trupp till U20-världsmästerskapet 2003.